# Georg Jung (Politiker, 1870)
Georg Jung (* 17. Juli 1870 in Eschhofen; † 18. Januar 1922 in Rüsselsheim) war ein hessischer Politiker (SPD Hessen) und ehemaliger Abgeordneter des Landtags des Volksstaates Hessen in der Weimarer Republik.

## Familie
Georg Jung war der Sohn von Jakob Jung und dessen Frau Anna Margarethe, geborene Ries. Georg Jung, der katholischer Konfession war, war mit Luise, geborene Gütlich, verheiratet.

## Ausbildung und Beruf
Georg Jung machte nach dem Besuch der Volksschule in Eschhofen eine Schlosserlehre, war bis 1903 Schlossergeselle und danach selbständiger Schlossermeister in Rüsselsheim.

## Politik
Georg Jung gehörte 1903 bis 1922 dem Gemeinderat an und war 1917 bis 1922 stellvertretender Bürgermeister in Rüsselsheim. 1919 bis 1921 war er Landtagsabgeordneter.